# سامبسيسيراموس الأول
سامبسيسراموس الأول (توفي 48 قبل الميلاد)  كان ملكًا عربيًّا والكاهن المؤسس لسلالة شمس غرام الذين جعلوا من حمص معقلهم، عاش في القرن الأول قبل الميلاد وكان زعيمًا قبليًا أو فيلارخ.

## السيرة
كان أسلاف سامبسيسراموس من العرب، الذين استقروا في وادي العاصي، وجنوب منطقة أفاميا (تقع هذه المناطق اليوم في ثلاث دول: سوريا، لبنان، جنوب غرب تركيا). كان سامبستيراموس الأول وعائلته وأجداده يعيشون في سوريا تحت الحكم اليوناني للإمبراطورية السلوقية. كان سامبسيسراموس الأول ابنًا لعزيز (عزيزوس، حوالي عام 94 قبل الميلاد)؛ حفيد يامبليخوس من جهة الأب (حوالي 151 قبل الميلاد) وكان هناك احتمال أن يكون له أخ يُدعى بطليموس (حوالي 41 قبل الميلاد).
كان سامبسيسراموس الأول حليفًا لآخر الملوك السلوقيين اليونانيين في الشام. بحلول هذا الوقت، أصبحت الإمبراطورية السلوقية ضعيفة للغاية وكانت تلجأ دائمًا إلى الجمهورية الرومانية للمساعدة في حل المشاكل السياسية أو مشاكل الخلافة. حوالي 64 قبل الميلاد، أعاد الجنرال الروماني والزعيم الثلاثي بومبي تنظيم سوريا والدول المحيطة بها إلى مقاطعات رومانية. قام بومبي بتعيين ملوك تابعين له في المنطقة، والذين أصبحوا حلفاء لروما. ومن بين هؤلاء كان سامبسييراموس الأول. وبناءً على طلب بومبي، اضطر سامبسييراموس الأول ولأسر وقتل الملك السلوقي الثاني والأخير أنطيوخس الثالث عشر في عام 64 قبل الميلاد. إثر ذلك، تأكدت سلطة سامبسيسراموس الأول وترك لعائلته حكم المنطقة المحيطة تحت السيادة الرومانية. كان بإمكان الحكام التابعين مثل سامبسيراموس الأول مراقبة الطرق والحفاظ على سلامة روما دون تكلفة على القوى العاملة الرومانية أو الخزانة الرومانية؛ ومن المحتمل أنهم حصلوا على أجر مقابل هذا الامتياز.

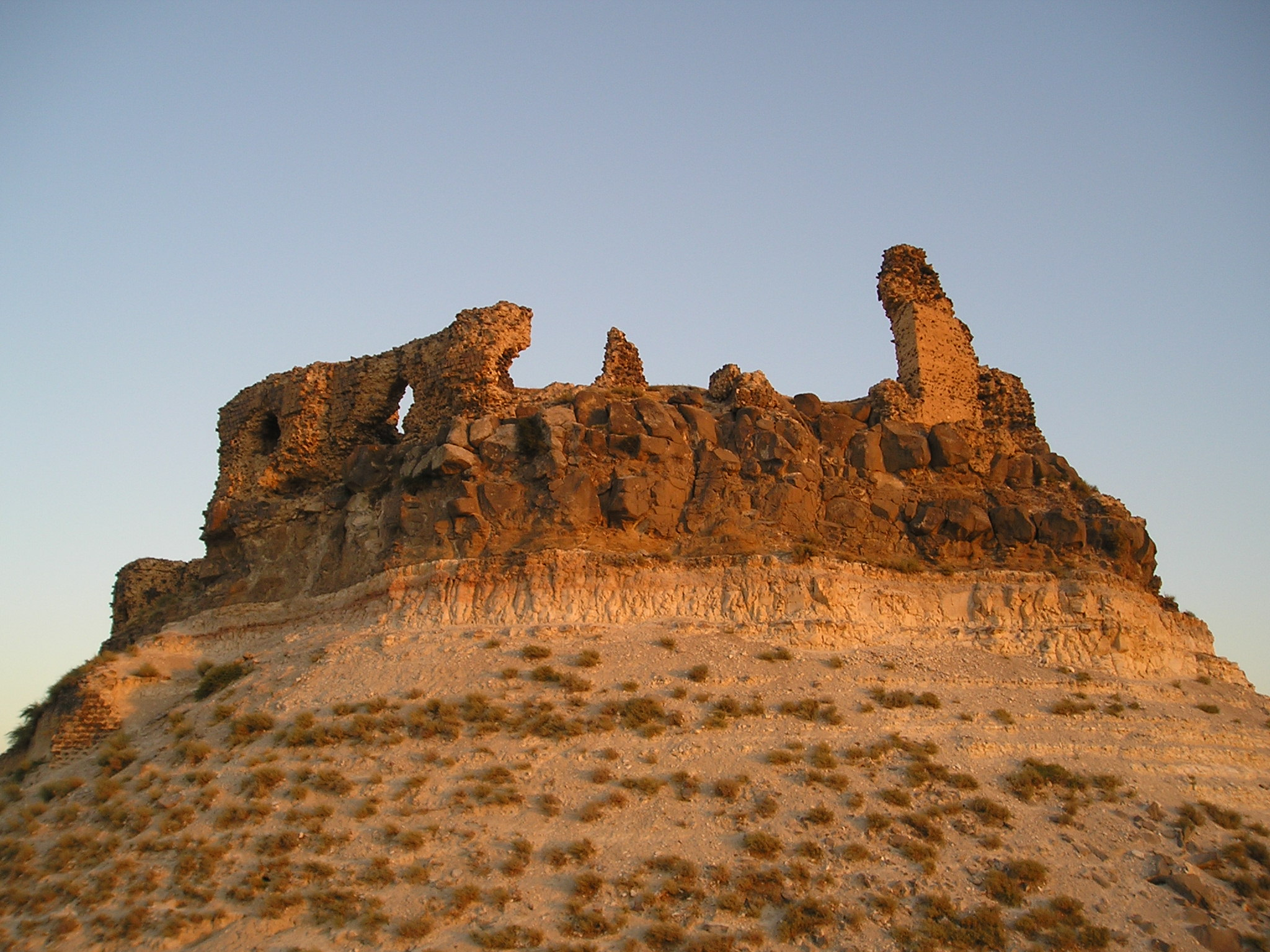
قلعة شميمس، بناها سامبسيسيراموس الأول

أُضيفت مدينة حمص إلى ممتلكات سامبسيسراموس الأول، ولكن العاصمة الأولى كانت أريثوسا [الإنجليزية]، وهي مدينة تقع شمال حمص، على طول نهر العاصي. كانت مملكة سامبسيسيراموس الأول أولى الممالك التابعة لروما على أطراف الصحراء. امتدت حدود المملكة من سهل البقاع في الغرب إلى حدود تدمر في الشرق، ومن يبرود في الجنوب إلى أريثوزا في الشمال وهيليوبوليس (بعلبك). في عهده، بنى سامبسيسراموس الأول قلعة شميمس [الإنجليزية] على قمة بركان خامد، وأعاد بناء مدينة السلمية التي ضمها الرومان إلى الأراضي التي حكموها. مع مرور الوقت، أسس سامبسيسراموس الأول سلالة حاكمة قوية ومملكة رائدة في الشرق الروماني. حكمت سلالة الملوك الكهنة من عام 64 قبل الميلاد حتى عام 254 على الأقل. عندما توفي سامبسيسراموس الأول في عام 48 قبل الميلاد، خلفه ابنه، يامبليخوس الأول. في عهده، ازدادت شهرة حمص بعد أن أسسها يامبليخوس الأول عاصمة جديدة لسلالة شمس غرام.

## ملحوظات
1. ↑  وفقًا للمؤلفين، قد يعني اسم "اسمه" "لقد أشرقت الشمس"،[1] أو "قررت الشمس".[2]